# Monster Energy NASCAR Cup 2018
Die Monster Energy NASCAR Cup 2018-Saison hat am 11. Februar 2018 mit den Daytona Speedweeks auf dem Daytona International Speedway begonnen. Das erste Rennen ist das Einladungsrennen Advance Auto Parts Clash, welches am 11. Februar 2018 ausgetragen wurde, gefolgt von den beiden Can-Am Duels. Bei den Duels handelt es sich um die Qualifikationsrennen für das Daytona 500, in welchen die Pole-Position und der Startplatz 2 ermittelt werden.
Das Daytona 500, das erste Punktrennen der Saison, hat am 18. Februar 2018 stattgefunden. Der Chase for the Monster Energy NASCAR Cup wird am 17. September 2018 mit dem South Point 400 auf dem Las Vegas Motor Speedway beginnen. Das Saisonfinale wird am 18. November mit dem Ford EcoBoost 400 auf dem Homestead-Miami Speedway ausgetragen.
Alle Rennen finden in den Vereinigten Staaten statt. Die Rennen auf dem Sonoma Raceway und auf dem Watkins Glen International sind die einzigen, die nicht auf Ovalkursen ausgetragen werden.

## Rennkalender
| Nr.                                        | Datum         | Rennen (Strecke)                                                            | Sieger                        | Zweiter                         | Dritter                         | Pole-Position             | Meiste Führungsrunden                     | Gesamtführender           |
| ------------------------------------------ | ------------- | --------------------------------------------------------------------------- | ----------------------------- | ------------------------------- | ------------------------------- | ------------------------- | ----------------------------------------- | ------------------------- |
| 0x                                         | 11. Februar   | Advance Auto Parts Clash (Daytona International Speedway)                   | Brad Keselowski (Ford)        | Joey Logano (Ford)              | Kurt Busch (Ford)               | Austin Dillon (Chevrolet) | Brad Keselowski (Ford)                    |                           |
| 0x                                         | 15. Februar   | Can-Am Duel 1 (Daytona International Speedway)                              | Ryan Blaney (Ford)            | Joey Logano (Ford)              | Darrell Wallace jr. (Chevrolet) | Alex Bowman (Chevrolet)   | Joey Logano (Ford)                        |                           |
| 0x                                         | 15. Februar   | Can-Am Duel 2 (Daytona International Speedway)                              | Chase Elliott (Chevrolet)     | Kevin Harvick (Ford)            | Erik Jones (Toyota)             | Denny Hamlin (Toyota)     | Chase Elliott (Chevrolet)                 |                           |
| 01                                         | 18. Februar   | Daytona 500 (Daytona International Speedway)                                | Austin Dillon (Chevrolet)     | Darrell Wallace jr. (Chevrolet) | Denny Hamlin (Toyota)           | Alex Bowman (Chevrolet)   | Ryan Blaney (Ford)                        | Ryan Blaney (Ford)        |
| 02                                         | 25. Februar   | Folds of Honor QuikTrip 500 (Atlanta Motor Speedway)                        | Kevin Harvick (Ford)          | Brad Keselowski (Ford)          | Clint Bowyer (Ford)             | Kyle Busch (Toyota)       | Kevin Harvick (Ford)                      | Joey Logano (Ford)        |
| 03                                         | 04. März      | Pennzoil 400 presented by Jiffy Lube (Las Vegas Motor Speedway)             | Kevin Harvick (Ford)          | Kyle Busch (Toyota)             | Kyle Larson (Chevrolet)         | Ryan Blaney (Ford)        | Kevin Harvick (Ford)                      | Kevin Harvick (Ford)      |
| 04                                         | 11. März      | Ticket Guardian 500 (Phoenix International Raceway)                         | Kevin Harvick (Ford)          | Kyle Busch (Toyota)             | Chase Elliott (Chevrolet)       | Martin Truex Jr. (Toyota) | Kyle Busch (Toyota)                       | Kevin Harvick (Ford)      |
| 05                                         | 18. März      | Auto Club 400 (Auto Club Speedway)                                          | Martin Truex Jr. (Toyota)     | Kyle Larson (Chevrolet)         | Kyle Busch (Toyota)             | Martin Truex Jr. (Toyota) | Martin Truex Jr. (Toyota)                 | Martin Truex Jr. (Toyota) |
| 06                                         | 25. März      | STP 500 (Martinsville Speedway)                                             | Clint Bowyer (Ford)           | Kyle Busch (Toyota)             | Ryan Blaney (Ford)              | Martin Truex Jr. (Toyota) | Clint Bowyer (Ford)                       | Kyle Busch (Toyota)       |
| 07                                         | 08. April     | O’Reilly Auto Parts 500 (Texas Motor Speedway)                              | Kyle Busch (Toyota)           | Kevin Harvick (Ford)            | Jamie McMurray (Chevrolet)      | Kurt Busch (Ford)         | Kyle Busch (Toyota)                       | Kyle Busch (Toyota)       |
| 08                                         | 15. April     | Food City 500 (Bristol Motor Speedway)                                      | Kyle Busch (Toyota)           | Kyle Larson (Chevrolet)         | Jimmie Johnson (Chevrolet)      | Kyle Busch (Toyota)       | Kyle Larson (Chevrolet)                   | Kyle Busch (Toyota)       |
| 09                                         | 21. April     | Toyota Owners 400 (Richmond Raceway)                                        | Kyle Busch (Toyota)           | Chase Elliott (Chevrolet)       | Denny Hamlin (Toyota)           | Martin Truex Jr. (Toyota) | Martin Truex Jr. (Toyota)                 | Kyle Busch (Toyota)       |
| 10                                         | 29. April     | GEICO 500 (Talladega Superspeedway)                                         | Joey Logano (Ford)            | Kurt Busch (Ford)               | Chase Elliott (Chevrolet)       | Kevin Harvick (Ford)      | Joey Logano (Ford)                        | Kyle Busch (Toyota)       |
| 11                                         | 06. Mai       | AAA 400 Drive for Autism (Dover International Speedway)                     | Kevin Harvick (Ford)          | Clint Bowyer (Ford)             | Daniel Suarez (Toyota)          | Kyle Larson (Chevrolet)   | Kevin Harvick (Ford)                      | Kyle Busch (Toyota)       |
| 12                                         | 12. Mai       | Monster Energy NASCAR Cup Series Race at Kansas (Kansas Speedway)           | Kevin Harvick (Ford)          | Martin Truex Jr. (Toyota)       | Joey Logano (Ford)              | Kevin Harvick (Ford)      | Kyle Larson (Chevrolet)                   | Kyle Busch (Toyota)       |
| 0x                                         | 19. Mai       | Sprint Showdown (Charlotte Motor Speedway)                                  | A.J. Allmendinger (Chevrolet) | Erik Jones (Toyota)             | Chase Elliott (Chevrolet)       | Aric Almirola (Ford)      | Daniel Suarez (Toyota)                    |                           |
| 0x                                         | 19. Mai       | NASCAR Sprint All-Star Race (Charlotte Motor Speedway)                      | Kevin Harvick (Ford)          | Daniel Suarez (Toyota)          | Joey Logano (Ford)              | Matt Kenseth (Ford)       | Kevin Harvick (Ford)                      |                           |
| 13                                         | 27. Mai       | Coca-Cola 600 (Charlotte Motor Speedway)                                    | Kyle Busch (Toyota)           | Martin Truex Jr. (Toyota)       | Denny Hamlin (Toyota)           | Kyle Busch (Toyota)       | Kyle Busch (Toyota)                       | Kyle Busch (Toyota)       |
| 14                                         | 03. Juni      | Pocono 400 (Pocono Raceway)                                                 | Martin Truex Jr. (Toyota)     | Kyle Larson (Chevrolet)         | Kyle Busch (Toyota)             | Ryan Blaney (Ford)        | Kevin Harvick (Ford)                      | Kyle Busch (Toyota)       |
| 15                                         | 10. Juni      | FireKeepers Casino 400 (Michigan International Speedway)                    | Clint Bowyer (Ford)           | Kevin Harvick (Ford)            | Kurt Busch (Ford)               | Kurt Busch (Ford)         | Kevin Harvick (Ford)                      | Kyle Busch (Toyota)       |
| 16                                         | 24. Juni      | Toyota/Save Mart 350 (Sonoma Raceway)                                       | Martin Truex Jr. (Toyota)     | Kevin Harvick (Ford)            | Clint Bowyer (Ford)             | Kyle Larson (Chevrolet)   | Martin Truex Jr. (Toyota)                 | Kyle Busch (Toyota)       |
| 17                                         | 01. Juli      | Monster Energy NASCAR Cup Series Race at Chicagoland (Chicagoland Speedway) | Kyle Busch (Toyota)           | Kyle Larson (Chevrolet)         | Kevin Harvick (Ford)            | Paul Menard (Ford)        | Aric Almirola (Ford)                      | Kyle Busch (Toyota)       |
| 18                                         | 07. Juli      | Coke Zero 400 (Daytona International Speedway)                              | Erik Jones (Toyota)           | Martin Truex Jr. (Toyota)       | A.J. Allmendinger (Chevrolet)   | Chase Elliott (Chevrolet) | Ricky Stenhouse junior (Ford)             | Kyle Busch (Toyota)       |
| 19                                         | 14. Juli      | Quaker State 400 (Kentucky Speedway)                                        | Martin Truex Jr. (Toyota)     | Ryan Blaney (Ford)              | Brad Keselowski (Ford)          | Martin Truex Jr. (Toyota) | Martin Truex Jr. (Toyota)                 | Kyle Busch (Toyota)       |
| 20                                         | 22. Juli      | New Hampshire 301 (New Hampshire Motor Speedway)                            | Kevin Harvick (Ford)          | Kyle Busch (Toyota)             | Aric Almirola (Ford)            | Kurt Busch (Ford)         | Kurt Busch (Ford)                         | Kyle Busch (Toyota)       |
| 21                                         | 29. Juli      | Overton´s 400 (Pocono Raceway)                                              | Kyle Busch (Toyota)           | Daniel Suarez (Toyota)          | Alex Bowman (Chevrolet)         | Daniel Suarez (Toyota)    | Kyle Busch (Toyota)                       | Kyle Busch (Toyota)       |
| 22                                         | 05. August    | Cheez-It 355 at The Glen (Watkins Glen International)                       | Chase Elliott (Chevrolet)     | Martin Truex Jr. (Toyota)       | Kyle Busch (Toyota)             | Denny Hamlin (Toyota)     | Chase Elliott (Chevrolet)                 | Kyle Busch (Toyota)       |
| 23                                         | 12. August    | Pure Michigan 400 (Michigan International Speedway)                         | Kevin Harvick (Ford)          | Brad Keselowski (Ford)          | Kyle Busch (Toyota)             | Denny Hamlin (Toyota)     | Kevin Harvick (Ford)                      | Kyle Busch (Toyota)       |
| 24                                         | 18. August    | Bass Pro Shops NRA Night Race (Bristol Motor Speedway)                      | Kurt Busch (Ford)             | Kyle Larson (Chevrolet)         | Chase Elliott (Chevrolet)       | Kyle Larson (Chevrolet)   | Ryan Blaney (Ford)                        | Kyle Busch (Toyota)       |
| 25                                         | 02. September | Bojangles’ Southern 500 (Darlington Raceway)                                | Brad Keselowski (Ford)        | Joey Logano (Ford)              | Kyle Larson (Chevrolet)         | Denny Hamlin (Toyota)     | Kyle Larson (Chevrolet)                   | Kyle Busch (Toyota)       |
| 26                                         | 09. September | Brickyard 400 (Indianapolis Motor Speedway)                                 | Brad Keselowski (Ford)        | Erik Jones (Toyota)             | Denny Hamlin (Toyota)           | Kyle Busch (Toyota)       | Denny Hamlin (Toyota) Clint Bowyer (Ford) | Kyle Busch (Toyota)       |
| Playoffs for the Monster Energy NASCAR Cup |               |                                                                             |                               |                                 |                                 |                           |                                           |                           |
| Round of 16                                |               |                                                                             |                               |                                 |                                 |                           |                                           |                           |
| 27                                         | 16. September | South Point 400 (Las Vegas Motor Speedway)                                  | Brad Keselowski (Ford)        | Kyle Larson (Chevrolet)         | Martin Truex Jr. (Toyota)       | Erik Jones (Toyota)       | Martin Truex Jr. (Toyota)                 | Martin Truex Jr. (Toyota) |
| 28                                         | 22. September | Federated Auto Parts 400 (Richmond Raceway)                                 | Kyle Busch (Toyota)           | Kevin Harvick (Ford)            | Martin Truex Jr. (Toyota)       | Kevin Harvick (Ford)      | Martin Truex Jr. (Toyota)                 | Martin Truex Jr. (Toyota) |
| 29                                         | 30. September | Bank of America 500 (Charlotte Motor Speedway)                              | Ryan Blaney (Ford)            | Jamie McMurray (Chevrolet)      | Clint Bowyer (Ford)             | Kurt Busch (Ford)         | Kyle Larson (Chevrolet)                   | Kyle Busch (Toyota)       |
| Round of 12                                |               |                                                                             |                               |                                 |                                 |                           |                                           |                           |
| 30                                         | 07. Oktober   | Dover Fall Race (Dover International Speedway)                              | Chase Elliott (Chevrolet)     | Denny Hamlin (Toyota)           | Joey Logano (Ford)              | Kyle Busch (Toyota)       | Kevin Harvick (Ford)                      | Kevin Harvick (Ford)      |
| 31                                         | 14. Oktober   | Alabama 500 (Talladega Superspeedway)                                       | Aric Almirola (Ford)          | Clint Bowyer (Ford)             | Ricky Stenhouse junior (Ford)   | Kurt Busch (Ford)         | Kurt Busch (Ford)                         | Kevin Harvick (Ford)      |
| 32                                         | 21. Oktober   | Hollywood Casino 400 (Kansas Speedway)                                      | Chase Elliott (Chevrolet)     | Kyle Busch (Toyota)             | Kyle Larson (Chevrolet)         | Joey Logano (Ford)        | Joey Logano (Ford)                        | Kyle Busch (Toyota)       |
| Round of 8                                 |               |                                                                             |                               |                                 |                                 |                           |                                           |                           |
| 33                                         | 28. Oktober   | First Data 500 (Martinsville Speedway)                                      | Joey Logano (Ford)            | Denny Hamlin (Toyota)           | Martin Truex Jr. (Toyota)       | Kyle Busch (Toyota)       | Joey Logano (Ford)                        | Kyle Busch (Toyota)       |
| 34                                         | 04. November  | AAA Texas 500 (Texas Motor Speedway)                                        | Kevin Harvick† (Ford)         | Ryan Blaney (Ford)              | Joey Logano (Ford)              | Ryan Blaney (Ford)        | Kevin Harvick (Ford)                      | Kyle Busch (Toyota)       |
| 35                                         | 11. November  | Can-Am 500 (Phoenix International Raceway)                                  | Kyle Busch (Toyota)           | Brad Keselowski (Ford)          | Kyle Larson (Chevrolet)         | Kevin Harvick (Ford)      | Kyle Busch (Toyota)                       | Joey Logano (Ford)        |
| Championship 4                             |               |                                                                             |                               |                                 |                                 |                           |                                           |                           |
| 36                                         | 18. November  | Ford EcoBoost 400 (Homestead)                                               | Joey Logano (Ford)            | Martin Truex Jr. (Toyota)       | Kevin Harvick (Ford)            | Denny Hamlin (Toyota)     | Joey Logano (Ford)                        | Joey Logano (Ford)        |

Anmerkungen
x = Rennen bei dem keine Punkte vergeben werden
† = Strafe: Sieg aberkannt
| Hintergrundfarbe | Bedeutung                    |
| ---------------- | ---------------------------- |
|                  | Rennen auf einem Ovalkurs    |
|                  | Rennen auf einem Straßenkurs |

## Playoffs for the Monster Energy NASCAR Cup
Die Playoffs for the Monster Energy NASCAR Cup besteht aus 10 Rennen und unterteilt sich in 4 Runden.
An der ersten Runde, der Round of 16, nehmen insgesamt 16 Fahrer teil. Sie findet auf folgenden Strecken statt:
16. September 2018 * Las Vegas Motor Speedway * Las Vegas, Nevada
22. September 2018 * Richmond Raceway * Richmond, Virginia
30. September 2018 * Charlotte Motor Speedway * Concord, North Carolina
An der zweiten Runde, der Round of 12, nehmen die 12 besten Fahrer aus der ersten Playoff-Runde teil. Sie findet auf folgenden Strecken statt:
07. Oktober 2018 * Dover International Speedway * Dover, Delaware
14. Oktober 2018 * Talladega Superspeedway * Talladega, Alabama
21. Oktober 2018 * Kansas Speedway * Kansas City, Kansas
An der dritten Runde, der Round of 8, nehmen die 8 besten Fahrer aus der zweiten Playoff-Runde teil. Sie findet auf folgenden Strecken statt:
28. Oktober 2018 * Martinsville Speedway * Martinsville, Virginia
04. November 2018 * Texas Motor Speedway * Fort Worth, Texas
11. November 2018 * Phoenix International Raceway * Avondale, Arizona
An der vierten Runde, der Championship 4, nehmen die 4 besten Fahrer aus der dritten Playoff-Runde teil. Die vierte Runde besteht aus einem Rennen. Der Fahrer mit der besten Platzierung in diesem Rennen ist der Monster Energy NASCAR Cup Champion. Sie wird auf der folgenden Strecke ausgetragen:
18. November 2018 * Homestead-Miami Speedway * Homestead, Florida
| Playoffs for the Monster Energy NASCAR Cup |                  |                  |                    |                                         |
| Challenger Round                           | Contender Round  | Eliminator Round | Championship Round | Monster Energy NASCAR Cup Champion 2018 |
| Kyle Busch                                 |                  |                  |                    |                                         |
| Kevin Harvick                              |                  |                  |                    |                                         |
| Martin Truex Jr.                           | Kyle Busch       |                  |                    |                                         |
| Brad Keselowski                            | Kevin Harvick    |                  |                    |                                         |
| Clint Bowyer                               | Martin Truex Jr. | Kyle Busch       |                    |                                         |
| Joey Logano                                | Brad Keselowski  | Kevin Harvick    |                    |                                         |
| Kurt Busch                                 | Clint Bowyer     | Martin Truex Jr. | Joey Logano        |                                         |
| Chase Elliott                              | Joey Logano      | Chase Elliott    | Kyle Busch         | Joey Logano                             |
| Ryan Blaney                                | Kurt Busch       | Clint Bowyer     | Martin Truex Jr.   | Joey Logano                             |
| Erik Jones                                 | Ryan Blaney      | Joey Logano      | Kevin Harvick      |                                         |
| Austin Dillon                              | Chase Elliott    | Kurt Busch       |                    |                                         |
| Kyle Larson                                | Kyle Larson      | Aric Almirola    |                    |                                         |
| Denny Hamlin                               | Aric Almirola    |                  |                    |                                         |
| Aric Almirola                              | Alex Bowman      |                  |                    |                                         |
| Jimmie Johnson                             |                  |                  |                    |                                         |
| Alex Bowman                                |                  |                  |                    |                                         |